# Alpes occidentales

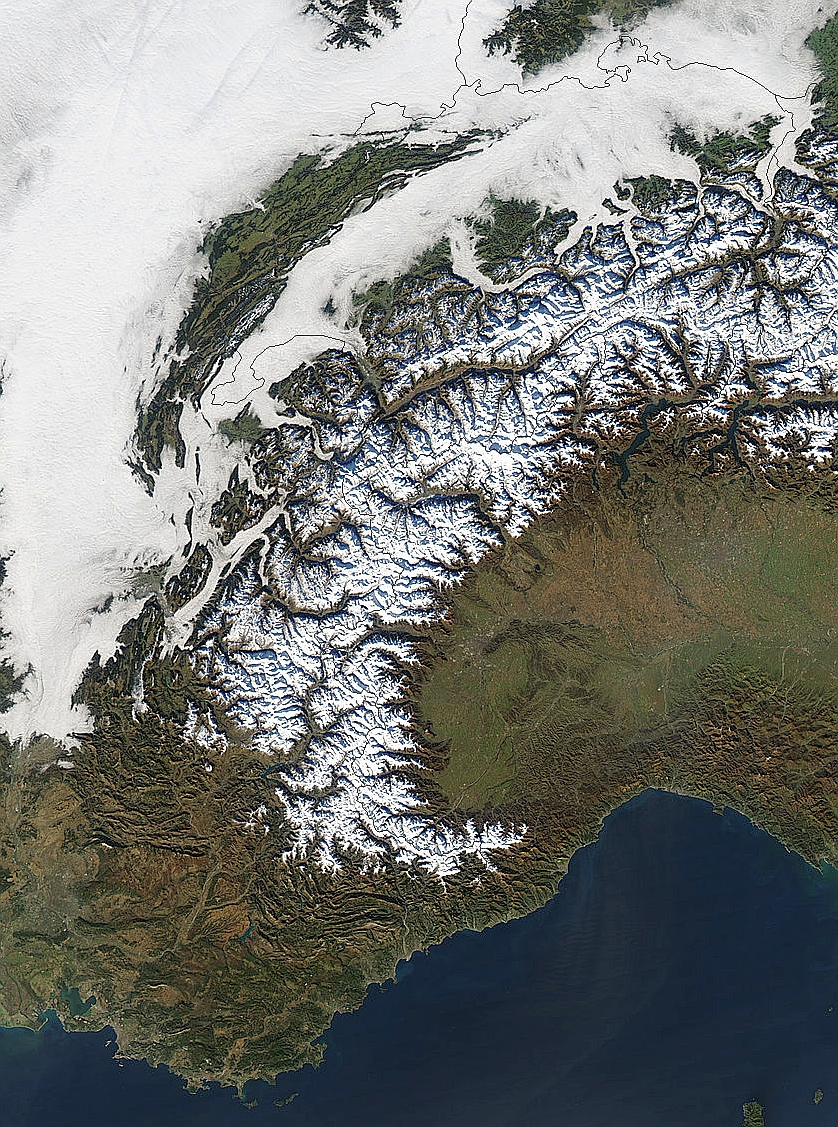
Image satellite des Alpes occidentales.

Les Alpes occidentales sont une partie des Alpes comprenant notamment les Alpes maritimes, les Alpes ligures, les Alpes cottiennes, les Alpes grées et diverses Préalpes. Leur sommet le plus élevé est le mont Blanc, à 4 806 m.

## Classification

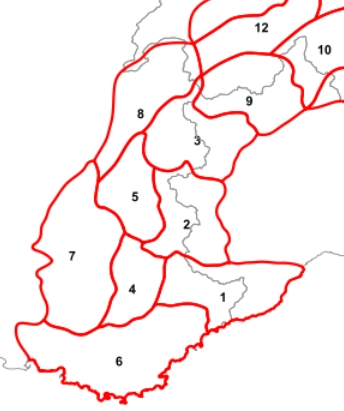
Les 26 sections de la Partizione delle Alpi.

Selon la classification traditionnelle italienne du système alpin sur des critères géographiques, géologiques et topologiques, la « Partition des Alpes » (Partizione delle Alpi), formulée en 1924 durant le IXe Congrès géographique italien et officialisée en 1926, distingue les Alpes occidentales des Alpes centrales et des Alpes orientales. Elles forment un arc qui s'étend de la mer Méditerranée et le col d'Altare (458 m), séparant les Alpes des Apennins, au Petit col Ferret (2 486 m) entre le Valais (la vallée du Rhône) et la vallée d'Aoste.
Selon la classification traditionnelle, les massifs des Alpes occidentales sont divisés en huit ensembles :
1. Alpes maritimes ;
2. Alpes cottiennes ;
3. Alpes grées ;
4. Alpes de Provence ;
5. Alpes du Dauphiné ;
6. Préalpes de Provence ;
7. Préalpes du Dauphiné ;
8. Préalpes de Savoie.

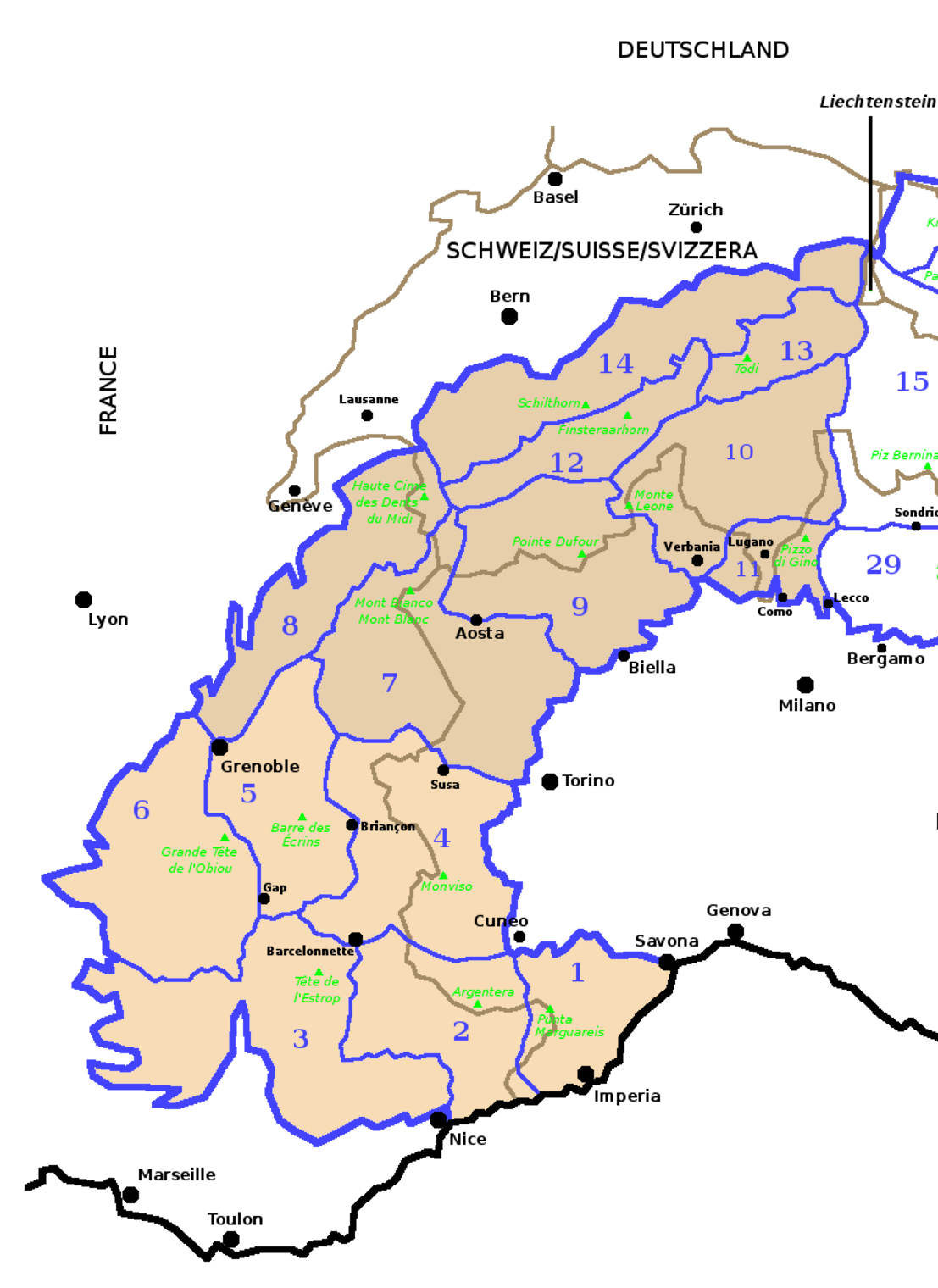
Les 14 sections de la SOIUSA.

La division tripartite fait l'objet de critiques et il existe d'autres classifications : dans la littérature germanophone, une séparation en deux parties, Alpes occidentales et Alpes orientales, est d'usage. Cette segmentation s'oriente sur les différences géologiques et géomorphologiques exposées le long de la frontière entre l'Autriche et la Suisse au Rhin alpin et vers le sud jusqu'au lac de Côme. Le principe est répandu en particulier par la classification orographique des Alpes orientales développée par les clubs alpins allemand, autrichien et sud-tyrolien (Alpenvereinseinteilung der Ostalpen, AVE). La proposition récente de la subdivision orographique internationale unifiée du système alpin (Suddivisione Orografica Internazionale Unificata del Sistema Alpino, SOIUSA), présentée en 2005 et publiée dans les revues spécialisées, vise à normaliser les diverses subdivisions alpines nationales afin d'aboutir à un résultat acceptable par l'ensemble des pays de l'arc alpin :
1. Alpes ligures ;
2. Alpes maritimes ;
3. Alpes de Provence ;
4. Alpes cottiennes ;
5. Alpes du Dauphiné ;
6. Préalpes du Dauphiné ;
7. Alpes grées ;
8. Préalpes de Savoie ;
9. Alpes pennines ;
10. Alpes lépontines ;
11. Préalpes luganaises ;
12. Alpes bernoises ;
13. Alpes glaronaises ;
14. Préalpes suisses.

## Massifs

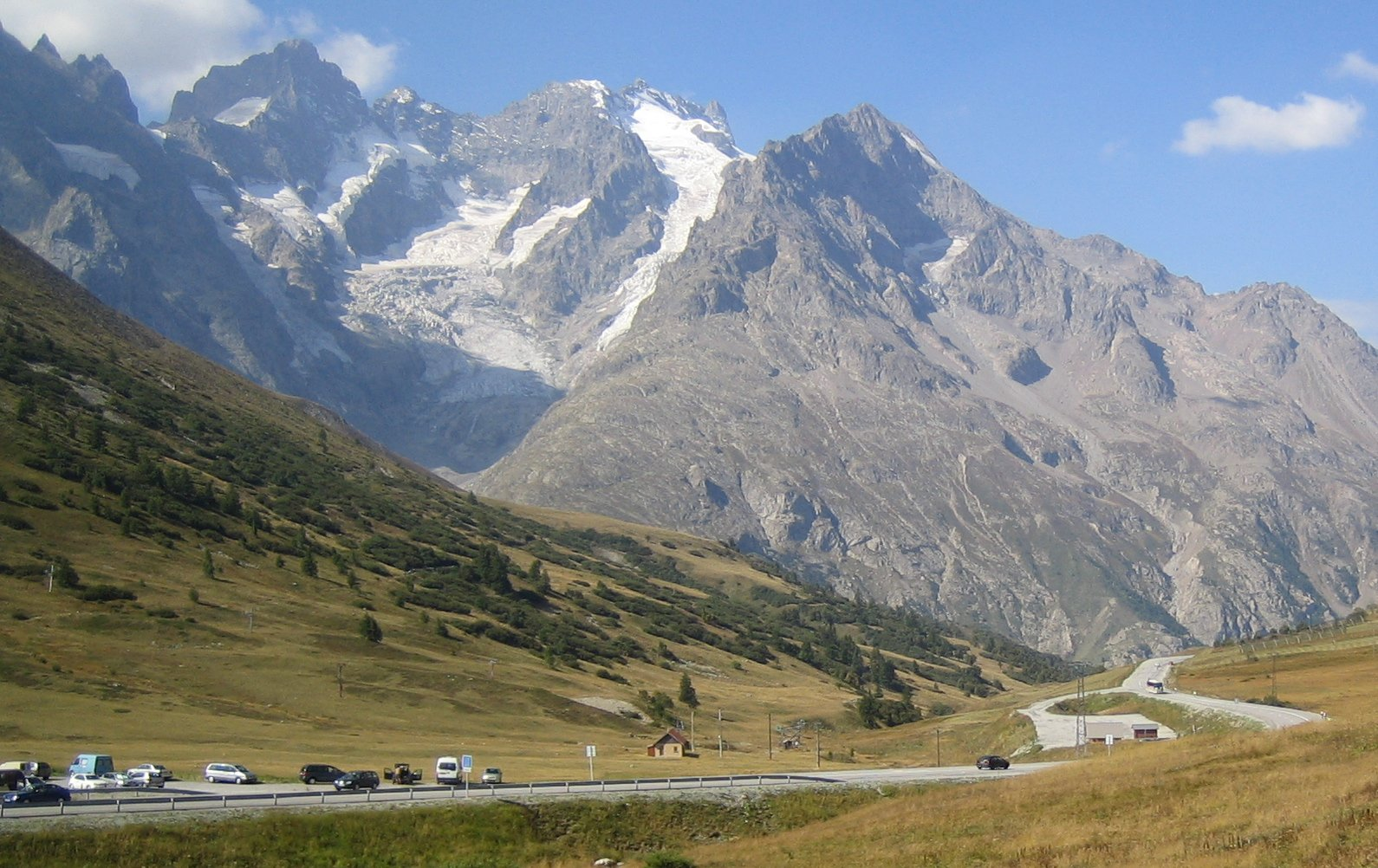
La Meije (3983 m), massif des Écrins dans les Alpes du Dauphiné.

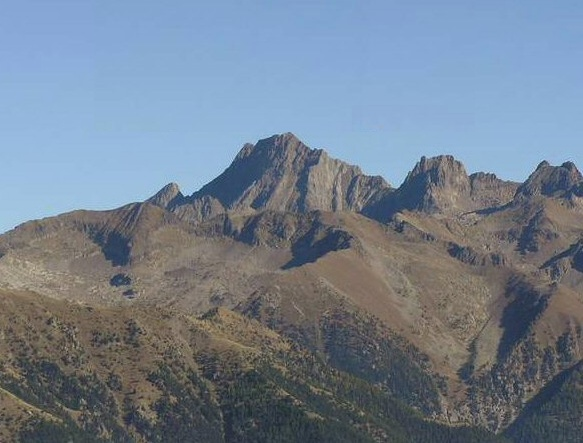
Le mont Argentera (3297 m), massif du Mercantour-Argentera dans les Alpes maritimes.

Massifs des Alpes occidentales
| 1 2 3 4 5 6 7 8 9 10 11 12 13 14 15 16 17 18 19 20 21 22 23 24 25 26 27 28 29 30 31 32 33 34 35 36 37 38 39 |